# Leucauge mendanai
Leucauge mendanai este o specie de păianjeni din genul Leucauge, familia Tetragnathidae, descrisă de Berland, 1933. Conform Catalogue of Life specia Leucauge mendanai nu are subspecii cunoscute.